# Liste des unités militaires françaises
 (décembre 2013).
En terme militaire, unité a aussi le sens de division militaire.

## Unités classées par déplacement au combat

### Armée de terre

#### Infanterie
- Arbalétrier
- Bersaglieri (Italie)
- Cazador de Mexico
- Chasseur alpin
- Chasseur de Vincennes ou chasseur à pied
- Coutilier
- Faucheur polonais
- Frondeur, à l'époque antique les frondeurs des Baléares étaient particulièrement réputés.
- Garde suisse
- Grenadier
- Guisarmier ou Jusarmier.
- Gymnète
- Janissaire
- Garde prétorienne
- Goumier (de 1908 à 1956)
- Hallebardier
- Hoplite
- Hypaspiste
- Housecarl
- Lansquenet
- Légionnaire romain
- Troupe aéroportée
- Mousquetaire
- Mamelouk
- Phalange.
- Peltaste
- Piquier
- la Garde napoléonienne
- Coronelías (Espagne)
- Tercios (Espagne)
- Tirailleur
- Vélite
- Voltigeur
- Zouave
- Zouaves pontificaux

#### Cavalerie
- Arquebusier à cheval
- Bachi-bouzouk
- Carabiniers
- Cataphractaire
- Chariot de combat
- Chasseur à cheval
- Chevau-légers
- Compagnie d'ordonnance
- Cosaques
- Cuirassier
- Dragon
- Eclaireurs
- Éléphant de guerre
- Estradiot
- Génétaire
- Hobelar
- Hussard
- Lancier
- Lancier polonais
- Pandour
- Prodromoi
- Reître
- Spahis
- Turcopole
- Uhlan

#### Artillerie
- Artillerie automotrice
- Artillerie à cheval
- Artillerie à pied
- Artillerie coloniale
- Artillerie de campagne
- Artillerie de montagne
- Artillerie de tranchée
- Artillerie lourde
- Artillerie tractée

#### Génie
- Démineur
- Pionnier
- Plongeur de combat du génie
- Pontonnier
- Sapeur télégraphiste

#### Transmissions
Les transmissions sont une arme très récente, car elle a été créée en 1942.
- Sapeur télégraphiste

#### Train & Train des Équipages
Le train des équipages a été créé par Napoléon pour s'assurer un transport des vivres, et des munitions sur les champs des batailles.
Le décret créant ces premiers 10 bataillons précisait que chaque conducteur serait armé d'un sabre et d'une carabine pour défendre le convoi le cas échéant.

#### Matériel
- Maintenancier
- Artificier

#### Autres services

##### Sous-direction formation et des écoles de la direction des ressources humaines de l'Armée de terre (DRHAT/SDFE)
ex Commandement de la formation de l'Armée de terre (CoFAT)

Il supervise:
- Écoles de formation initiale
- Écoles d'application
- Écoles militaires supérieures
- Écoles ou centres spécialisés
- Centres d'aguerrissement
- Lycées de la défense, autrefois nommés lycées militaires

##### Commissariat de l'Armée de terre(anciennementIntendance militaire)
Le service du CAT existe sous ce nom depuis 1984 mais sous le nom de commissariat ou d'intendance existe, de façon organisée, au moins depuis le XIVe siècle (nomination de commissaires de guerre par Jean le Bon). Il s'occupe aujourd'hui de l'administration et des finances de l'Armée de terre. Il est dirigé par des commissaires, recrutés sur concours après des études universitaires.

##### Services secrets
Voir la Liste des services secrets et l'article traitant ce sujet.

##### Brigade franco-allemande
La brigade franco-allemande, unité binationale officiellement créée le 2 octobre 1989, rassemble 5 000 soldats, pour moitié français et pour moitié allemands, stationnés à ce jour dans trois garnisons du Bade-Wurtemberg (Müllheim est le siège de l'état-major).

##### Musiques
- Fifre
- Tambour
- Trompette de cavalerie

### Marine
Dans l'Armée de mer, nous pouvons retrouver des forces d'infanterie en nombre variable selon les pays, les missions et les époques : ce sont les fusiliers marins, à ne pas confondre avec les troupes de marine qui elles font partie de l'Armée de terre.
À noter que le corps des Marines des États-Unis peut être considéré comme une armée à part entière car il en possède toutes les composantes (à l'exception des moyens navals) : aviation, cavalerie, infanterie.

### Armée de l'air
- Commandos parachutistes de l'air
- Fusiliers commandos de l'air

### Gendarmerie nationale
La Gendarmerie nationale est une force faisant partie des forces militaires française. Elle peut exercer ses missions dans le milieu civil comme militaire.
Elle peut être comparé par exemple à la Guardia Civil en Espagne ou Corps des Carabinieri en Italie.
Sa composition :
Gendarmerie Mobile, 
Gendarmerie Départementale, 
Garde républicaine, 
Corps de soutien technique et administratif de la Gendarmerie nationale

## Unités toutes armes par destination

### Garde
- Toutes les gardes impériales
- Toutes les gardes royales, y compris la Garde constitutionnelle du Roi Louis XVI, en 1790-1792
- Toutes les gardes d’honneur : garde consulaire
- Autres corps de garde : garde écossaise
- Légion étrangère